# تشمينا
تشمينا هي مدينة تقع في مقاطعة ريدجو كالابريا في إيطاليا.
تقع على بعد حوالي 80 كيلومترا إلى الجنوب الغربي من كاتانزارو وحوالي 45 كم شمال شرق ريدجو كالابريا. بتاريخ 31 ديسمبر 2004، كان عدد سكانها من 652 ومساحتها 48.8 كيلومتر مربع.